# Sadalga
Sadalga es una ciudad de la India ubicada en el distrito de Belgaum, estado de Karnataka. Según el censo de 2011, tiene una población de 23,790 habitantes.

## Geografía
Está ubicada a una altitud de 534 m s. n. m., en la zona horaria UTC +5:30.